# マインブルクの小径

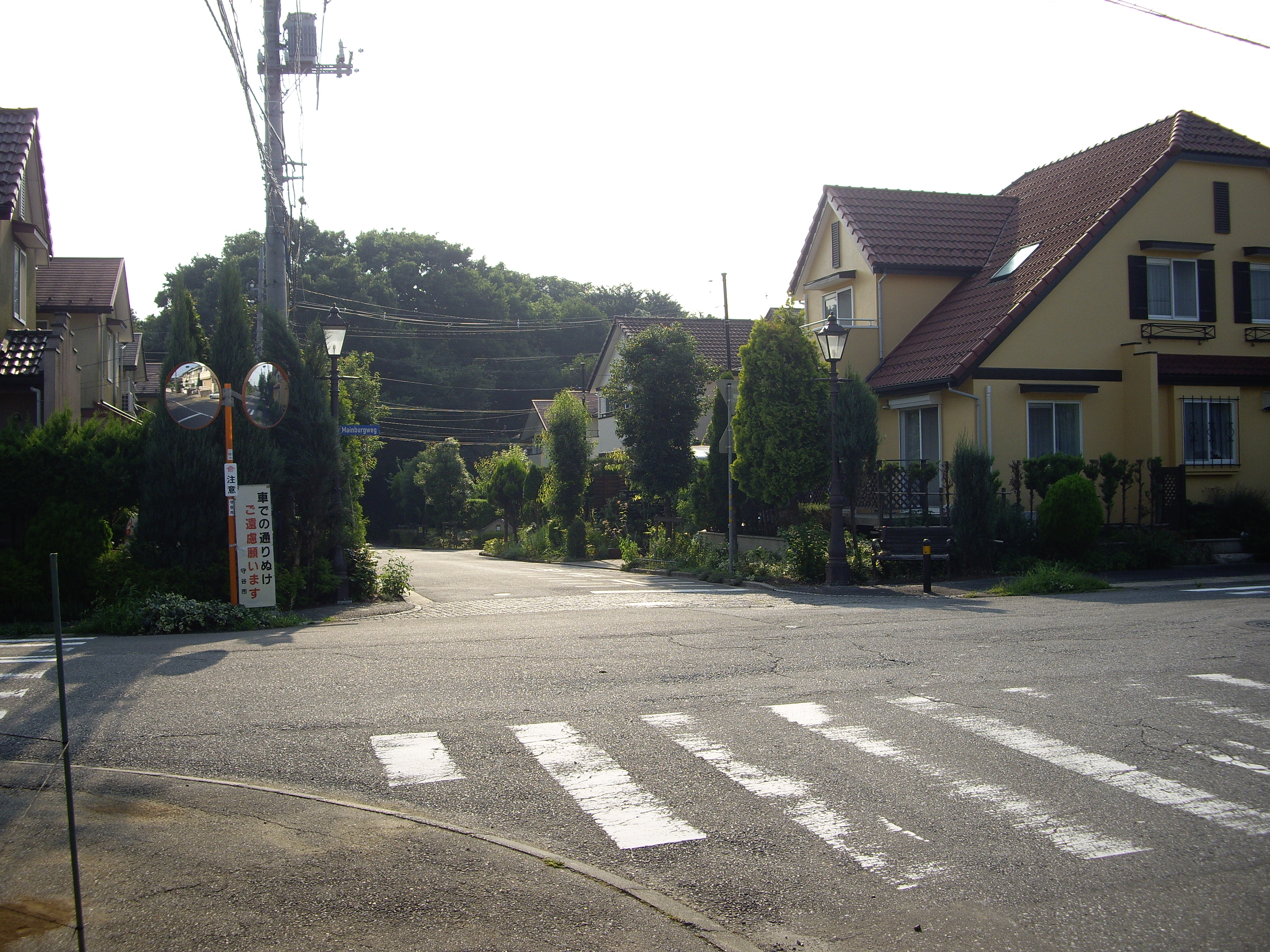
マインブルクの小径

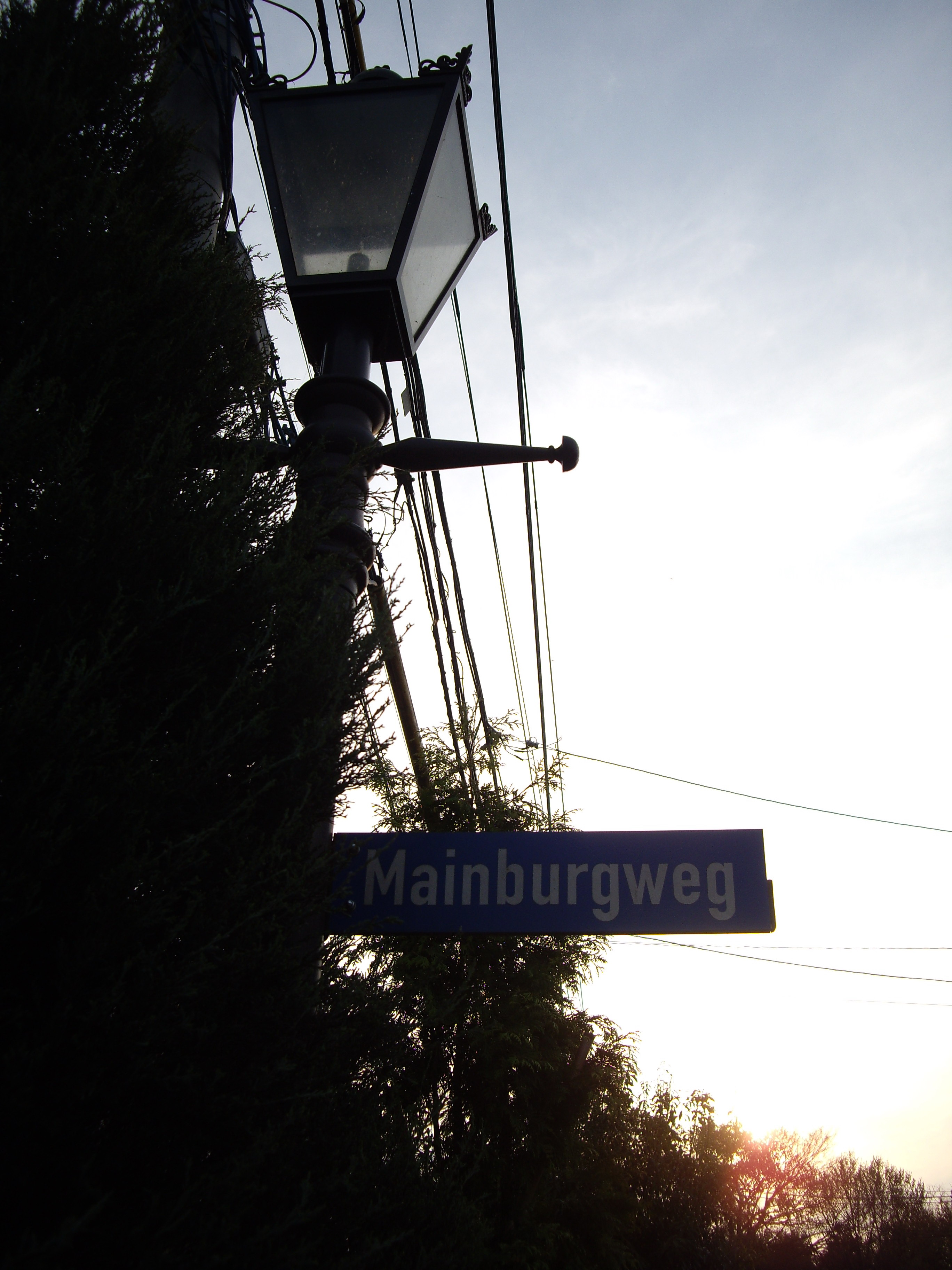
街路標識

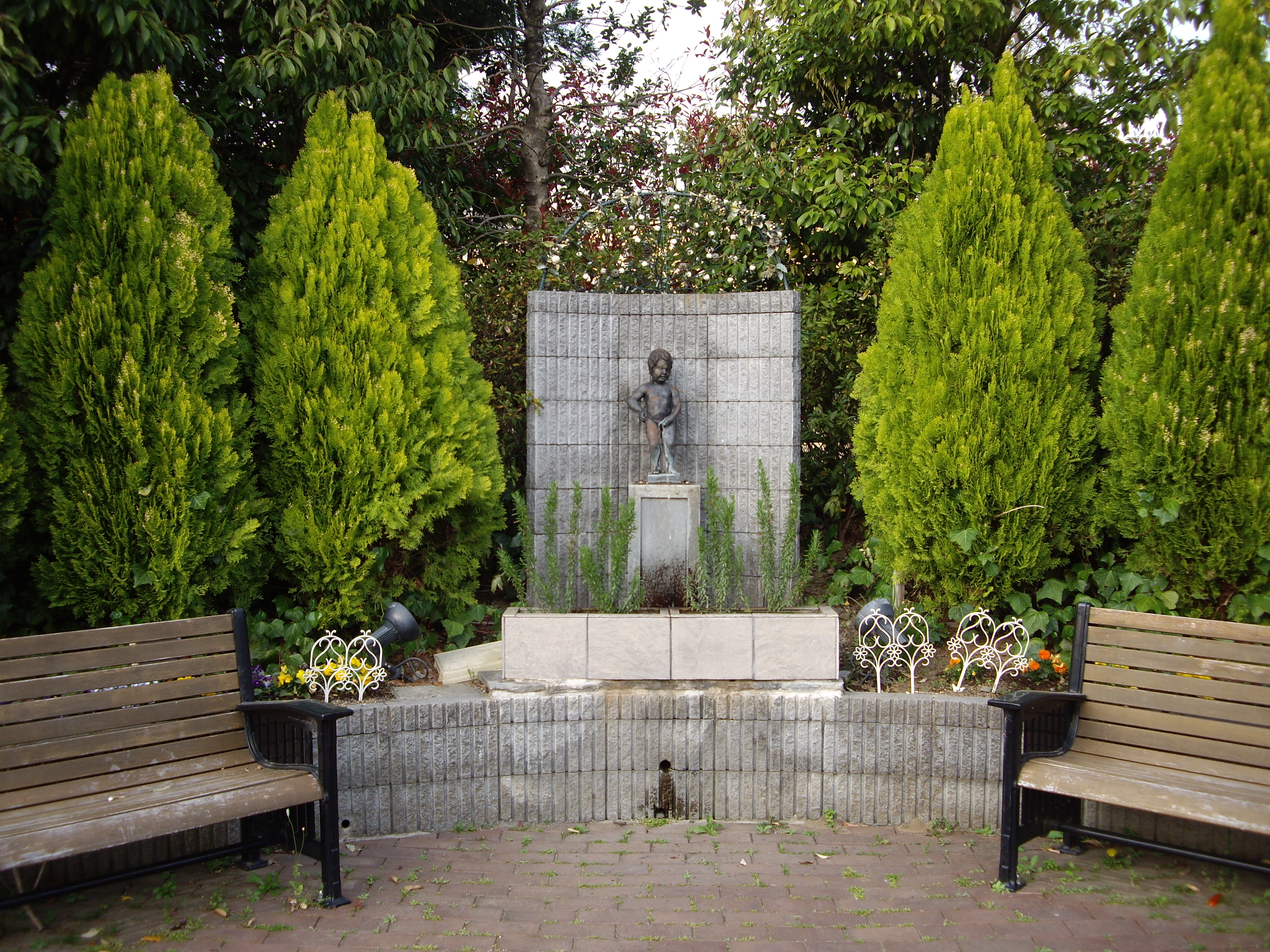
小便小僧広場

マインブルクの小径（まいんぶるくのこみち）は、守谷市松ケ丘六・七丁目にある通りである。

## 概要
常総ニュータウン南守谷に位置する、松ケ丘六・七丁目にある小便小僧広場から西へ伸びる全長30m程度の短い通りである。
南守谷駅から続く遊歩道「幸福の路」が常総ふれあい道路で突き当たると、その先はプランターの植えられた並木道（「第19回みどりの愛護功労者国土交通大臣賞」を受賞）が小便小僧広場まで続く。マインブルクの小径はその通りの小便小僧広場から先を指す通りである。
マインブルクの小径の名称は、1990年に守谷市の姉妹都市となったマインブルク市に因んだものである。通りはマインブルクにふさわしい雰囲気の通りとなるように、舗装剤には小舗石、街路樹はリンデンバウム（セイヨウボダイジュ）、街路灯やベンチはドイツ風のものを使用している。付近は住宅街となっており、車通りがマインブルクの小径手前で途切れることから、広い歩道は設けられていない。通りの入口に小便小僧の像や、ドイツ語による通りを示す看板が設置されている。

### 路線データ
- 距離：約30m
- 起点：茨城県守谷市松ケ丘六・七丁目、小便小僧広場前
- 終点：茨城県守谷市松ケ丘六・七丁目、大柏境